# Juments de Diomède
Pour les articles homonymes, voir Diomède (homonymie).
Dans la mythologie grecque, les juments de Diomède (en grec ancien : Διομήδους ἵπποι / Diomếdous híppoi) sont des juments carnivores que le roi de Thrace, Diomède, nourrit avec la chair de ses hôtes.

## Huitième travail d'Héraclès

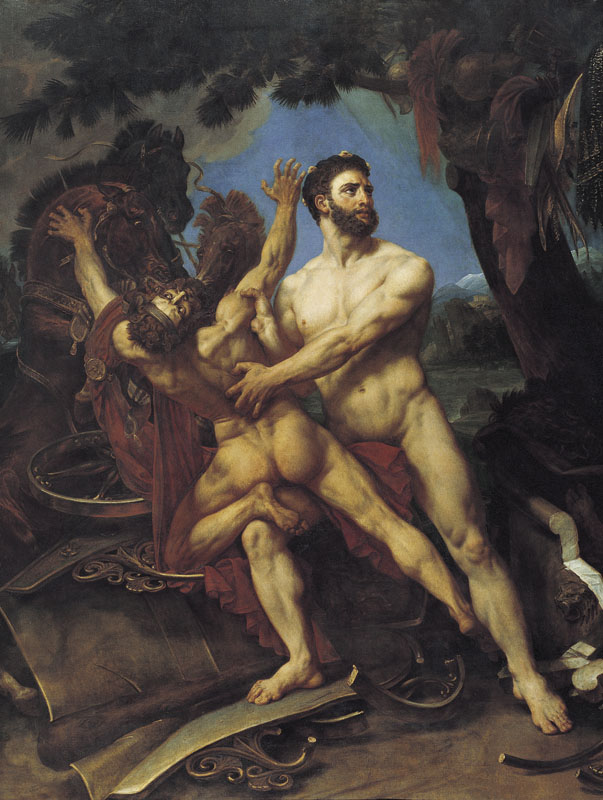
Hercule et Diomède (1835), Antoine-Jean Gros, musée des Augustins de Toulouse.

Pour son huitième travail, Héraclès reçoit l'ordre de dérober les juments de Diomède et de les ramener à Argos. Il assomme donc le roi et jette son corps moribond aux cavales, avant de regagner Argos avec elles.
Selon une autre version de la légende, Héraclès amène avec lui plusieurs jeunes gens pour l'aider, dont Abdère, son compagnon. Abdère est tué par l'une des juments et c'est pour le venger qu'Héraclès jette Diomède à ses propres juments. Héraclès enterre ensuite Abdère et fonde autour du tombeau la ville d'Abdère. Une fois leur maître dévoré, les animaux deviennent dociles et Héraclès les mène au roi Eurysthée, à Argos.

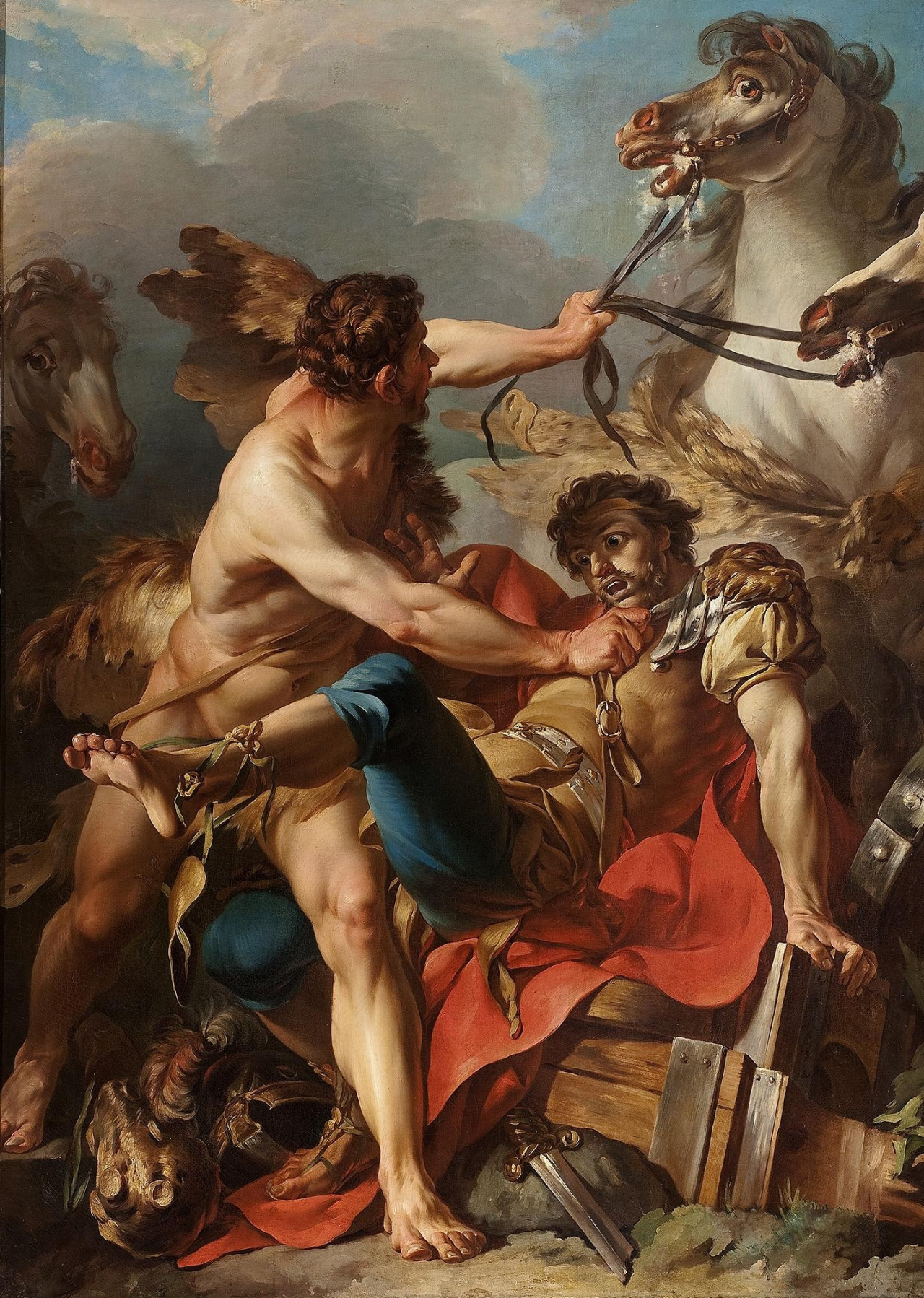
Diomède roi de Thrace tué par Hercule et dévoré par ses propres chevaux (1742), Jean-Baptiste Marie Pierre, musée Fabre, Montpellier.

Une troisième version indique qu'Héraclès piège les juments sur une île, tue Diomède et le donne à manger à ses juments qu'il musèle ensuite pour les mener à Eurysthée.
Selon la tradition grecque, Bucéphale, cheval d'Alexandre le Grand, descendait de l'une des juments de Diomède. Les juments se nommaient Dinos, Lampon, Podargos et Xanthos.